# Pilatus PC-21
El Pilatus PC-21 es un avanzado avión de entrenamiento, fabricado por el constructor aeronáutico suizo Pilatus Aircraft. Esta aeronave dispone de un motor turbohélice y de aviónica similar a los aviones de combate de quinta generación. Según la RAAF, el Pilatus PC-21 es el avión de entrenamiento de pilotos más avanzado del mundo.

## Diseño y desarrollo

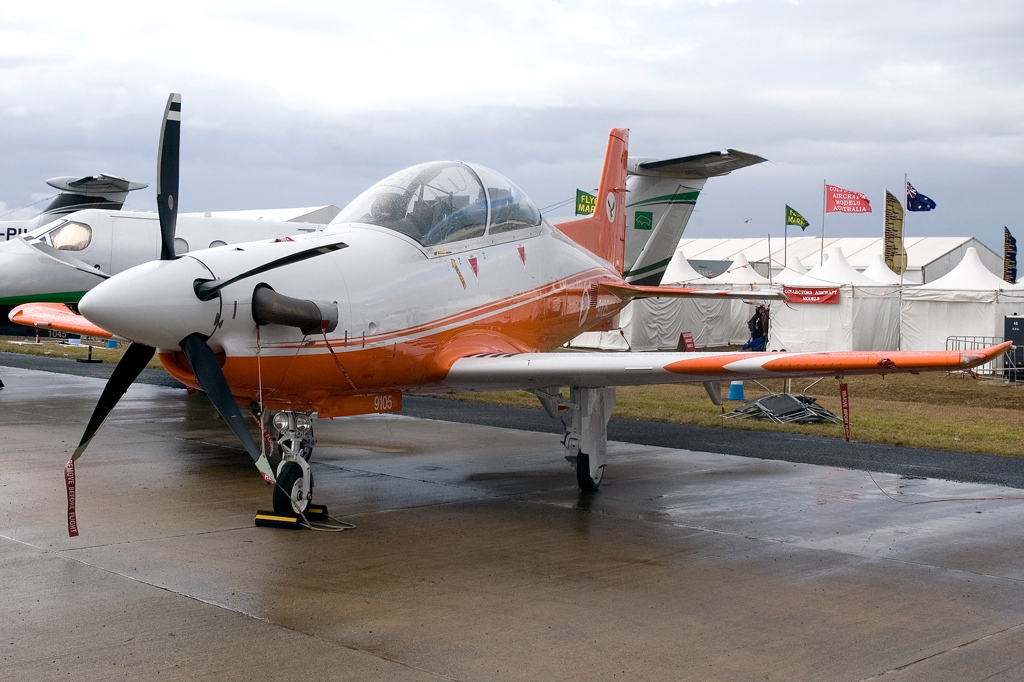
Un PC-21 en tierra, año 2009.

En noviembre de 1997, Pilatus comenzó las pruebas para crear un avión de entrenamiento modernizado, basándose en un PC-7 Mk.II modificado. Como resultado de estas pruebas, Pilatus prosiguió con el desarrollo, comenzando el desarrollo del PC-21 en enero de 1999. La presentación en público del PC-21 tuvo lugar el 30 de abril de 2002 en la factoría de Pilatus situada en Stans, Suiza, realizando su primer vuelo el 1 de julio de ese mismo año. El segundo prototipo del PC-21 se incorporó al programa de pruebas más tarde, realizando su primer vuelo el 7 de junio de 2004. Uno de los prototipos, matriculado HB-HZB, tuvo un accidente el 13 de enero de 2005, en Buochs, Suiza, en vuelo acrobático de entrenamiento, en el que falleció el piloto y dejó herida a una persona en tierra.

### Componentes
Leyenda:  Canadá -  Reino Unido

#### Electrónica

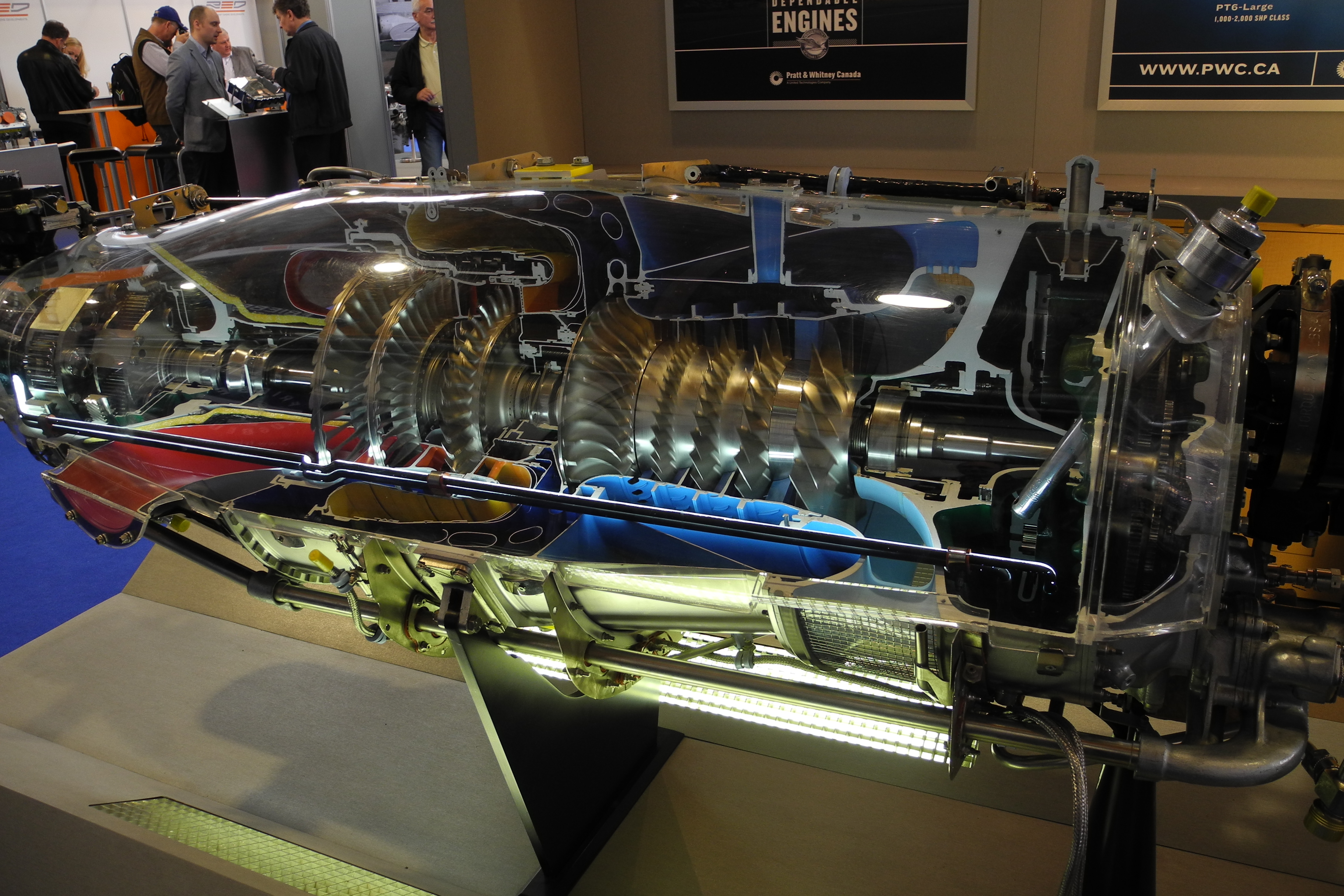
PT6

| Sistema           | País                    | Fabricante   | Notas                          |
| ----------------- | ----------------------- | ------------ | ------------------------------ |
| Red de datos      |                         |              | ARINC 429                      |
| Sistema de escape | Bandera del Reino Unido | Martin-Baker | Asiento eyectable modelo CH16C |

#### Propulsión
| Sistema | País              | Fabricante             | Notas        |
| ------- | ----------------- | ---------------------- | ------------ |
| Motor   | Bandera de Canadá | Pratt & Whitney Canada | 1 × PT6A-68B |

## Historia operacional

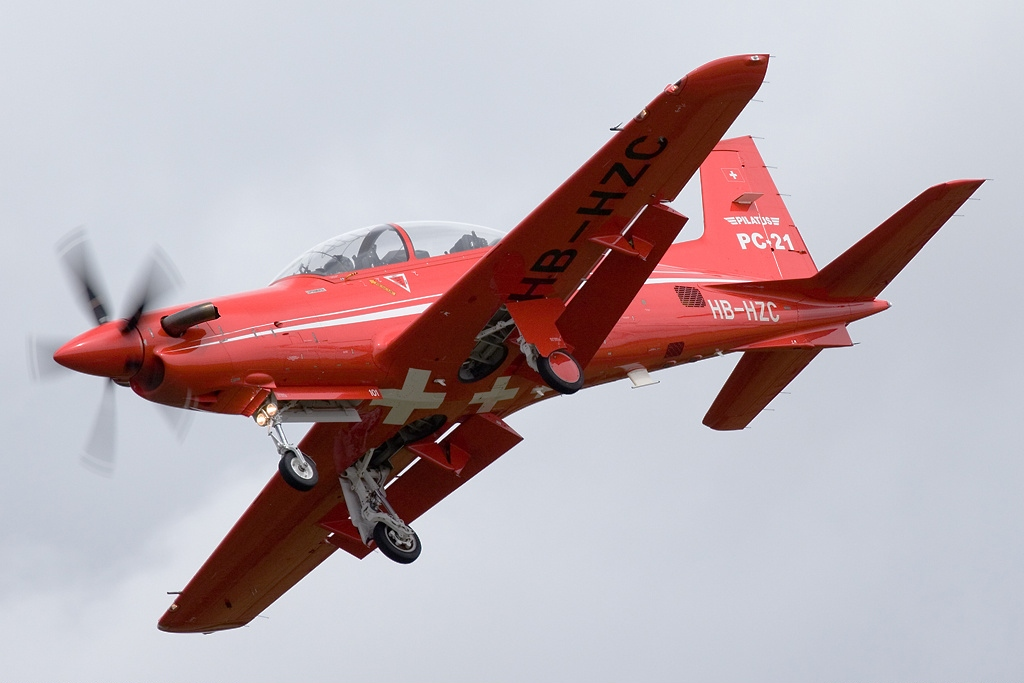
Un PC-21 aterrizando en RAF Fairford, Inglaterra, año 2010.

El primer cliente del PC-21 fue la Fuerza Aérea Suiza, a la que se le entregaron inicialmente cuatro unidades en abril de 2008. Posteriormente, en diciembre de 2010, el gobierno suizo realizó un pedido por dos aparatos más.
El segundo cliente en comprar el PC-21 fue la Fuerza Aérea de la República de Singapur. Singapur recibió su primer PC-21 en julio de 2008. En total, Singapur ha adquirido diecinueve unidades.
Durante el Salón Aéreo de Dubái de 2009, el gobierno de los Emiratos Árabes Unidos anunció la compra de un total de 25 PC-21 para la Fuerza Aérea de los Emiratos Árabes Unidos, con el fin de sustituir a sus Pilatus PC-7 en servicio. El primer aparato PC-21 para los Emiratos Árabes realizó su primer vuelo el 22 de noviembre de 2010, comenzando las entregas en 2011.

## Operadores
Australia

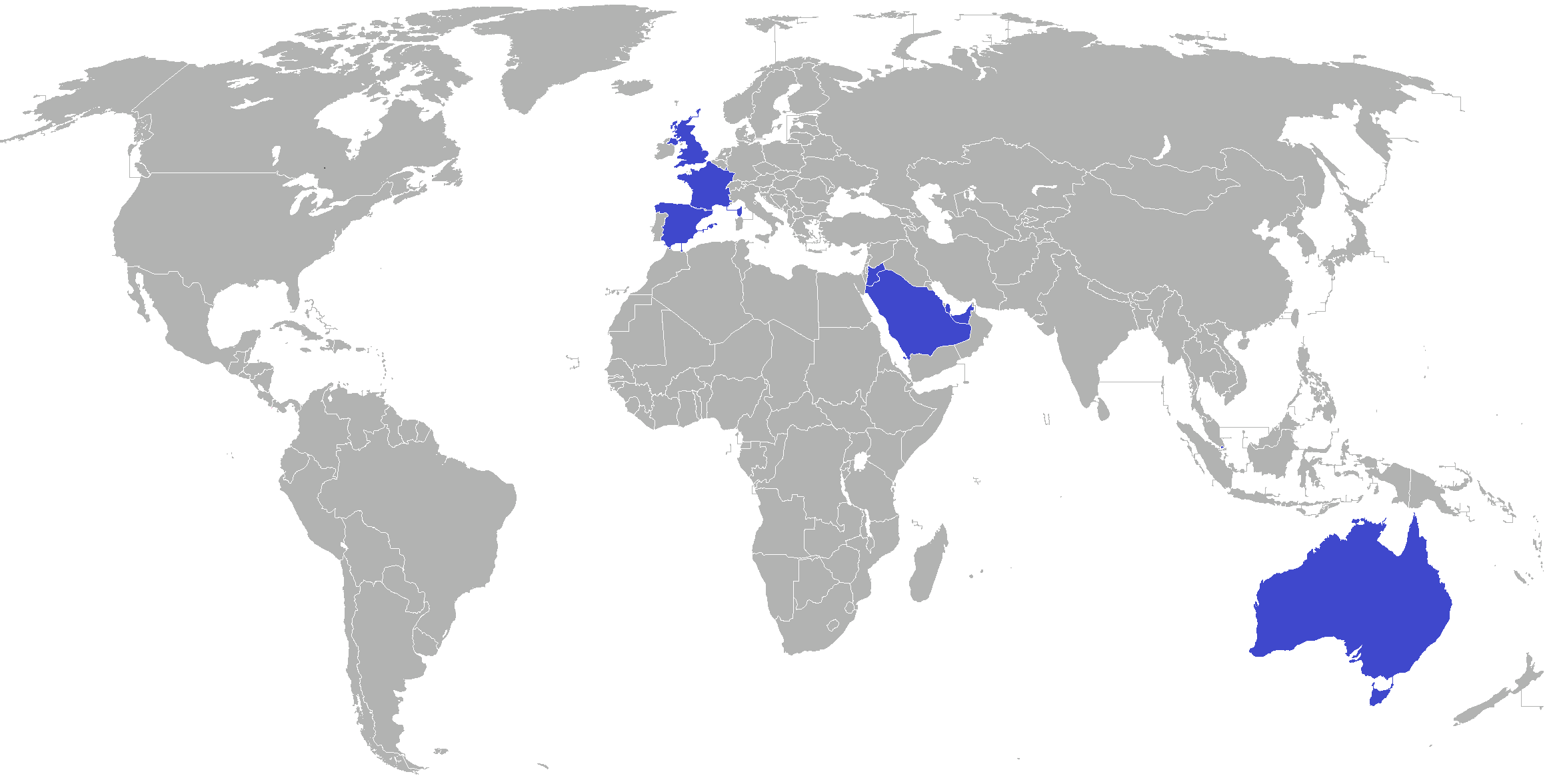
Países operadores del avión Pilatus PC-21.

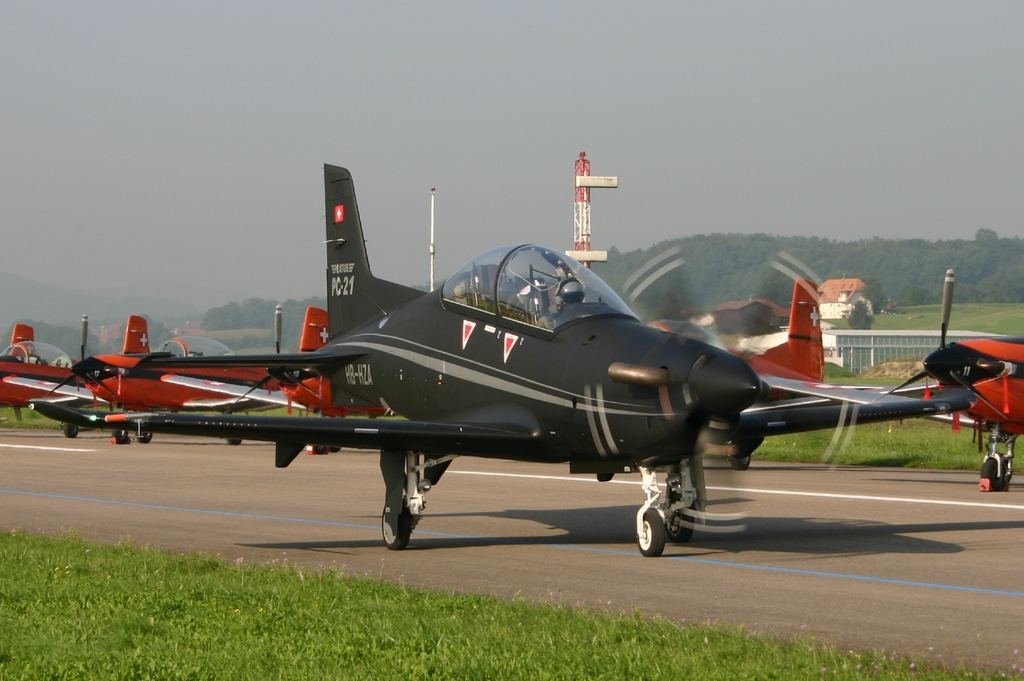
PC-21 en la calle de rodadura.

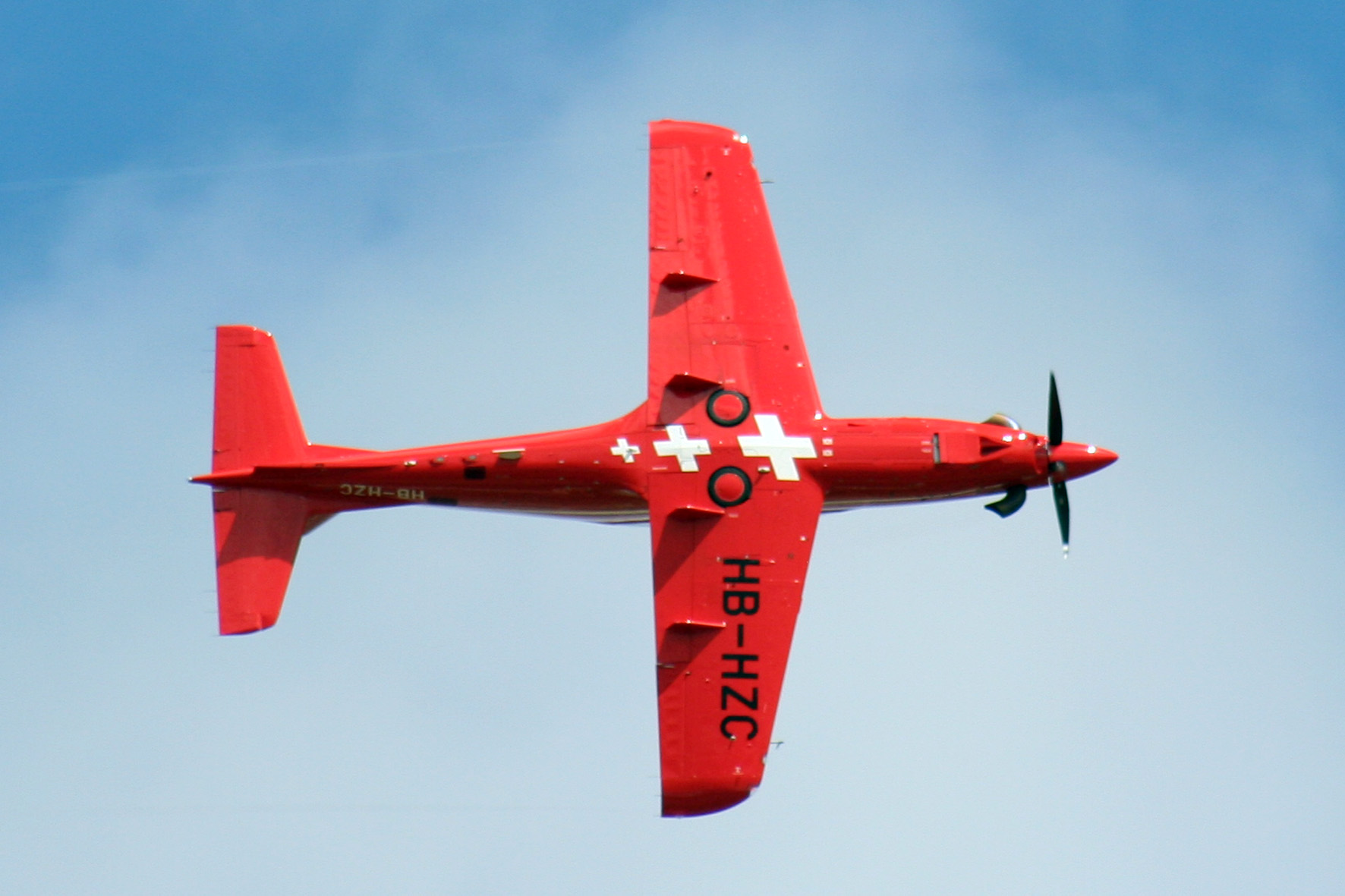
Parte inferior de un PC-21 en vuelo.

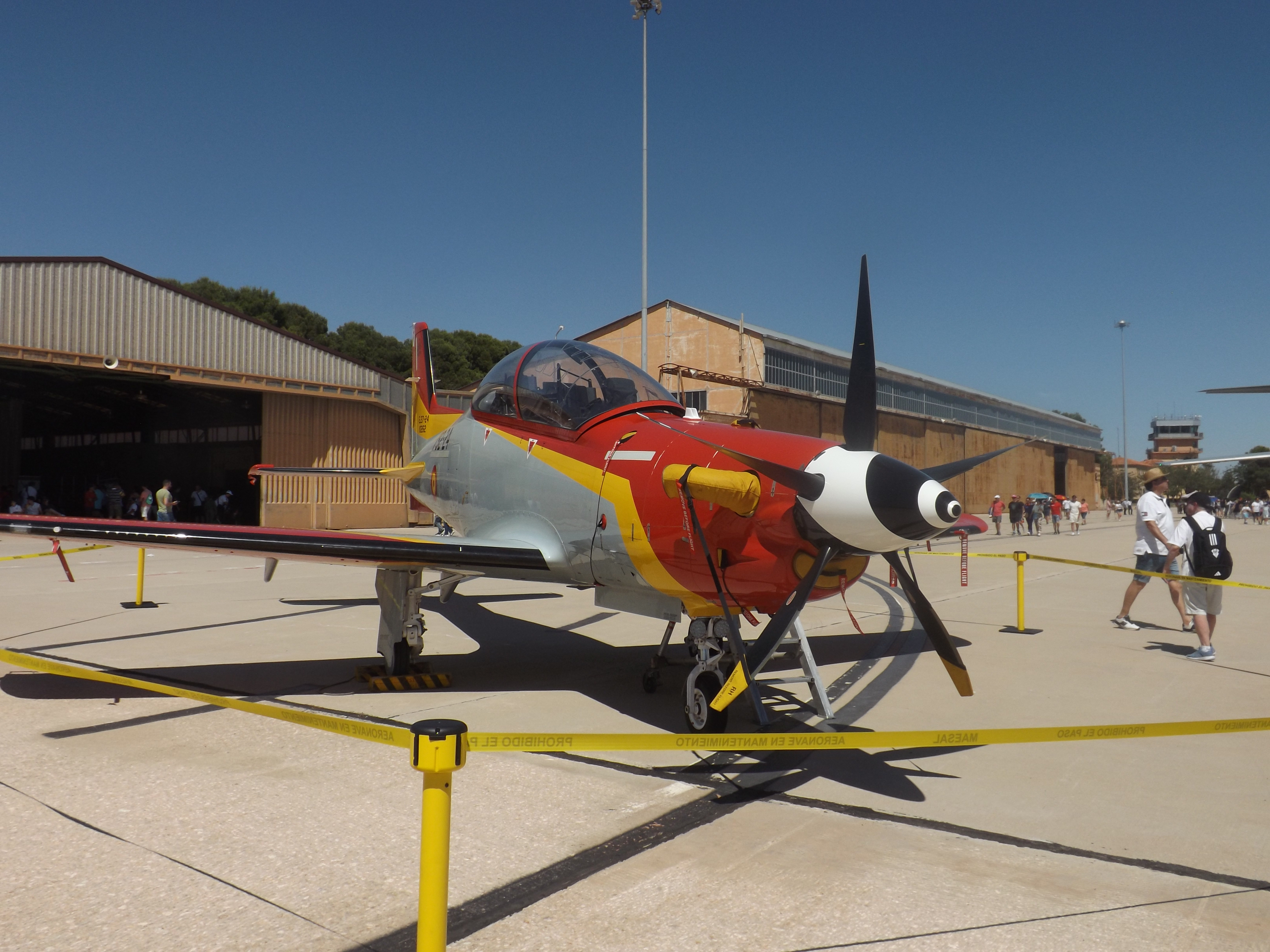
PC-21 del Ejército del Aire

- Real Fuerza Aérea Australiana: 49 ordenados en septiembre de 2015, habiéndose entregado 10 en agosto de 2017.[11][12] El PC-21 fue ofertado a Australia, para equipar a la Real Fuerza Aérea Australiana como parte del proyecto AIR 5428 para reemplazar a sus Pilatus PC-9.[13]

 Arabia Saudita
- Real Fuerza Aérea Saudí: un total de 55 PC-21 encargados en mayo de 2012, empezando sus entregas a partir de 2014.[14]

 Catar
- Fuerza Aérea de Catar: un total de 24 PC-21 encargados en julio de 2012, estando prevista la primera entrega para 2014.[15]

 EAU
- Fuerza Aérea de los Emiratos Árabes Unidos: 25 PC-21 pedidos en noviembre de 2009, los últimos tres aviones fueron entregados oficialmente el 30 de enero de 2012. Destinados al entrenamiento básico y avanzado de los pilotos.[16]

 España
- Ejército del Aire: un total de 40 encargados, que sustituirán paulatinamente a los entrenadores T-35 Pillán y C-101. Las dos primeras unidades llegaron en septiembre de 2021, completándose el lote del primer pedido en junio de 2022. En junio de 2025 empezaron las entregas del segundo lote de 16 unidades anunciada en 2023.[17][18][19] El PC-21 reemplaza al T-35 (formación elemental) y al C-101 (formación básica), llevando al alumno a un nivel de formación superior al que llegaba con ambos modelos. Además, al contar con aviónica avanzada (simulación de modos de radar, data link, contramedidas electrónicas, armas aire-aire y aire-suelo, HUD, HOTAS, etc.) permite ahorrar horas de vuelo en el F-5 y en escuadrones de transición al Typhoon o al F/A-18.[20][21]

 Francia
- Armée de l'air: 17 encargados en enero de 2017,[22] sustituyendo los Socata TB 30 Epsilon y Alpha Jet.

 Jordania
- Real Fuerza Aérea Jordana: 8 encargados.[23]

 Reino Unido
- Qinetiq: opera dos aparatos para entrenamiento avanzado en nombre de la Empire Test Pilot School en Boscombe Down.[24]

 Singapur
- Fuerza Aérea de la República de Singapur: opera un total de 19 PC-21 (sustituyendo al SIAI-Marchetti S-211).

 Suiza
- Fuerza Aérea Suiza: opera un total de 8 PC-21 (sustituyendo al Hawker Siddeley Hawk en tareas de entrenamiento aéreo avanzado).

## Especificaciones (PC-21)

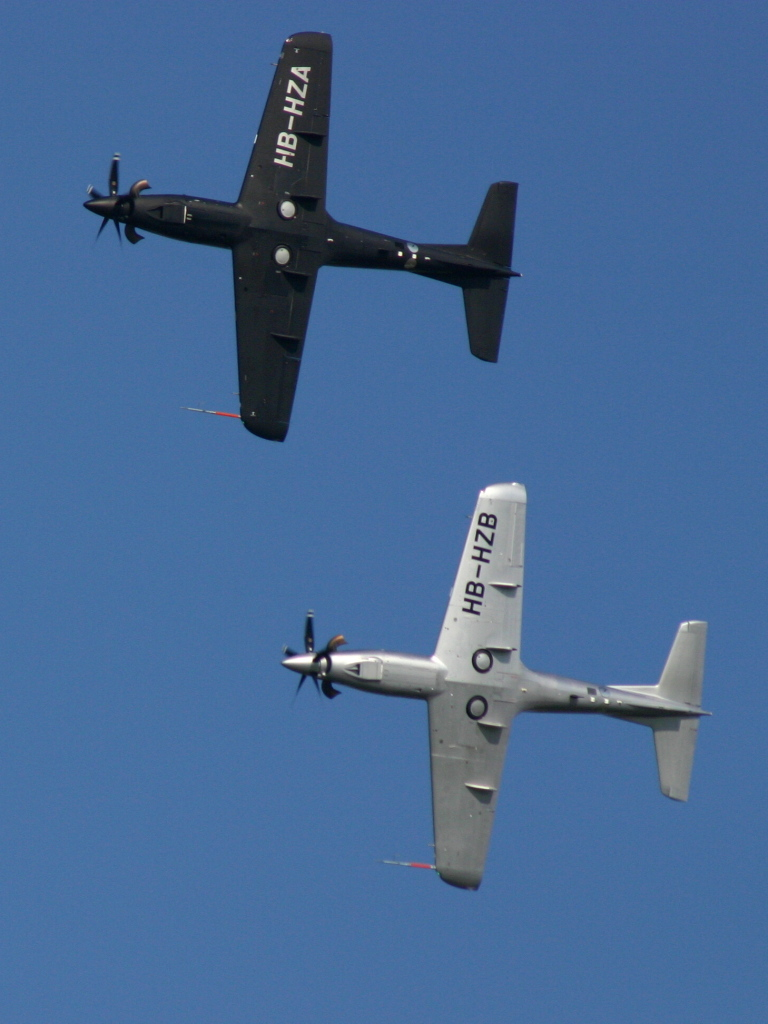
Una pareja de PC-21, año 2004.

Referencia datos: Pilatus Aircraft

### Características generales
- Tripulación: Dos (alumno e instructor de vuelo)
- Longitud: 11,2 m (36,8 ft)
- Envergadura: 9,1 m (29,9 ft)
- Altura: 3,7 m (12,3 ft)
- Superficie alar: 15,2 m² (163,8 ft²)
- Peso vacío: 2270 kg (5003,1 lb)
- Peso cargado: 3100 kg (6832,4 lb)
- Peso máximo al despegue: 4250 kg (9367 lb)
- Planta motriz: 1× turbohélice Pratt & Whitney Canada PT6A-68B.
  - Potencia: 1200 kW (1654 HP; 1632 CV)

### Rendimiento
- Velocidad nunca excedida (Vne): 785 km/h (488 MPH; 424 kt)
- Velocidad de entrada en pérdida (Vs): 170 km/h (106 MPH; 92 kt)
- Alcance: 1333 km (720 nmi; 828 mi)
- Techo de vuelo: 11 580 m (37 992 ft)
- Carga alar: 208 kg/m² (42,6 lb/ft²)

## Aeronaves relacionadas

### Desarrollos relacionados
- Beechcraft T-6 Texan II
- Pilatus PC-7
- Pilatus PC-9

### Aeronaves similares
- Embraer EMB 314 Super Tucano
- KAI KT-1
- PZL-130 Orlik
- TAI Hürkuş

### Secuencias de designación
- Secuencia E._ (Aeronaves de Escuela del Ejército del Aire español, 1978-presente): ← E.24 - E.25 - E.26 - E.27 - E.30 - E.31